# Campanha dos Cuamatos
A Campanha dos Cuamatos, em 1907, foi uma acção militar portuguesa de que resultou a extensão do domínio português ao território entre o Rio Cunene e o Cubango no sul de Angola, após uma bem-sucedida campanha em território dos cuamatos, povos de etnia ovambo.

## Contexto
Em 1839 foi fundado o Forte da Ponta Negra e uma feitoria na Baía de Moçâmedes, tendo o porto de Benguela sido também aberto ao comércio internacional, desenvolvendo-se as indústrias de tecidos na região, das pescas e indústrias associadas, estendendo-se a colonização para o interior, contando esta com inúmeras famílias provenientes do Brasil e também alguns alemães. Várias famílias portuguesas estabeleceram-se no planalto de Huíla, o que no entanto, suscitou a resistência do sobado de Huíla e foi fundada na região uma fortaleza com guarnição permanente para garantir a segurança dos recém-estabelecidos. Esta fortaleza foi sitiada por 8000 guerreiros do Nano em 1857 mas eles foram rechaçados ao fim de quatro dias de combates pelos soldados e pelos civis, comandados pelo capitão Godinho de Melo. Em 1859 foi levantado um posto fortificado no Humbe. Em 1860 a fortaleza de Huíla foi novamente sitiada e toda a região do Humpata e Jau saqueada.
Mediante acção negociada pelo cônsul-geral de Portugal na Cidade do Cabo, numerosas famílias bóeres foram estabelecidas no planalto de Huíla, facilitando em muito o desenvolvimento da região e a abertura de comunicações com o interior, elemento fundamental nas operações militares futuras.
Após 15 anos de conflitos constantes, o Humbe foi pacificado em 1895 pelo coronel Artur de Paiva. Ainda assim, só após a derrota de um esquadrão de dragões comandado pelo conde de Almoster em 1898, é que o governo português decidiu ocupar a região entre o rio Cunene e o Cubango mas a expedição de 1800 homens enviada a cumprir esse objectivo foi duramente vencida a 25 de Setembro de 1904 na Batalha do Vau do Pembe.  

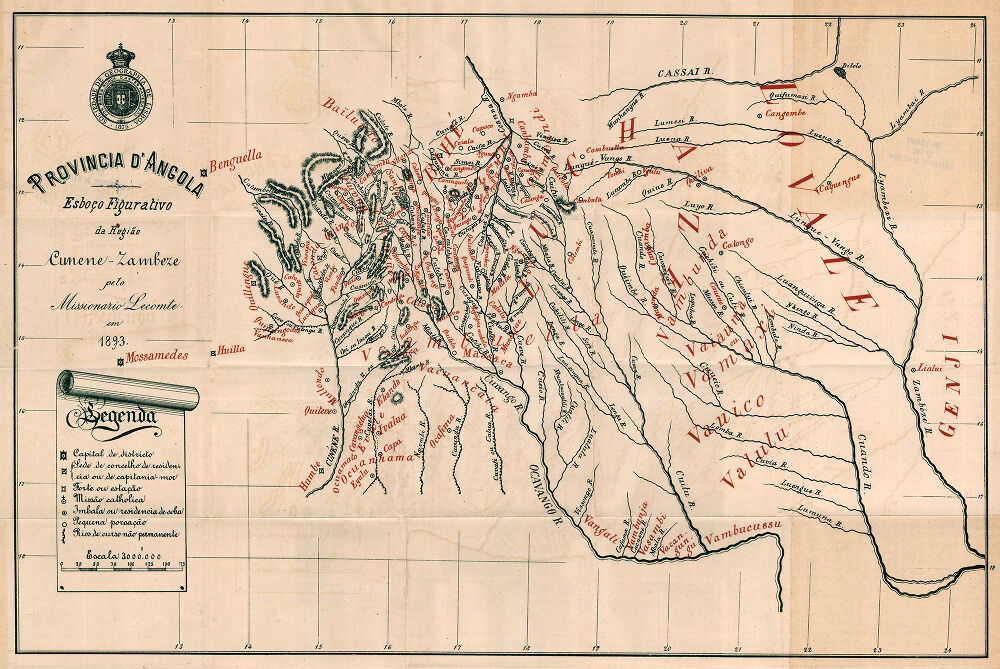
Região do Cunene-Zambeze em 1893.

Após o "Desastre de Pembe", os ovambos, em particular os cuamatos, começaram a atacar tribos sob a protecção de Portugal com maior confiança, chegando até a ameaçar fazendas na margem norte do Cunene e criando um clima de insegurança. A onda de consternação que se gerou entre a opinião pública portuguesa na metrópole levou o governo português a procurar intervir na região com determinação e eficácia.

## Acções preliminares
Mediante requerimento do governo português, o major Eduardo Costa, experiente em questões militares ultramarinas entregou um plano de operações baseado em informações recolhidas junto de sertanejos, missionários e militares, que contemplava todos os pormenores da campanha, desde a o estabelecimento das linhas de etapas, serviços de saúde, víveres, remontas, consumo de munições e propunha o uso de infantaria montada.

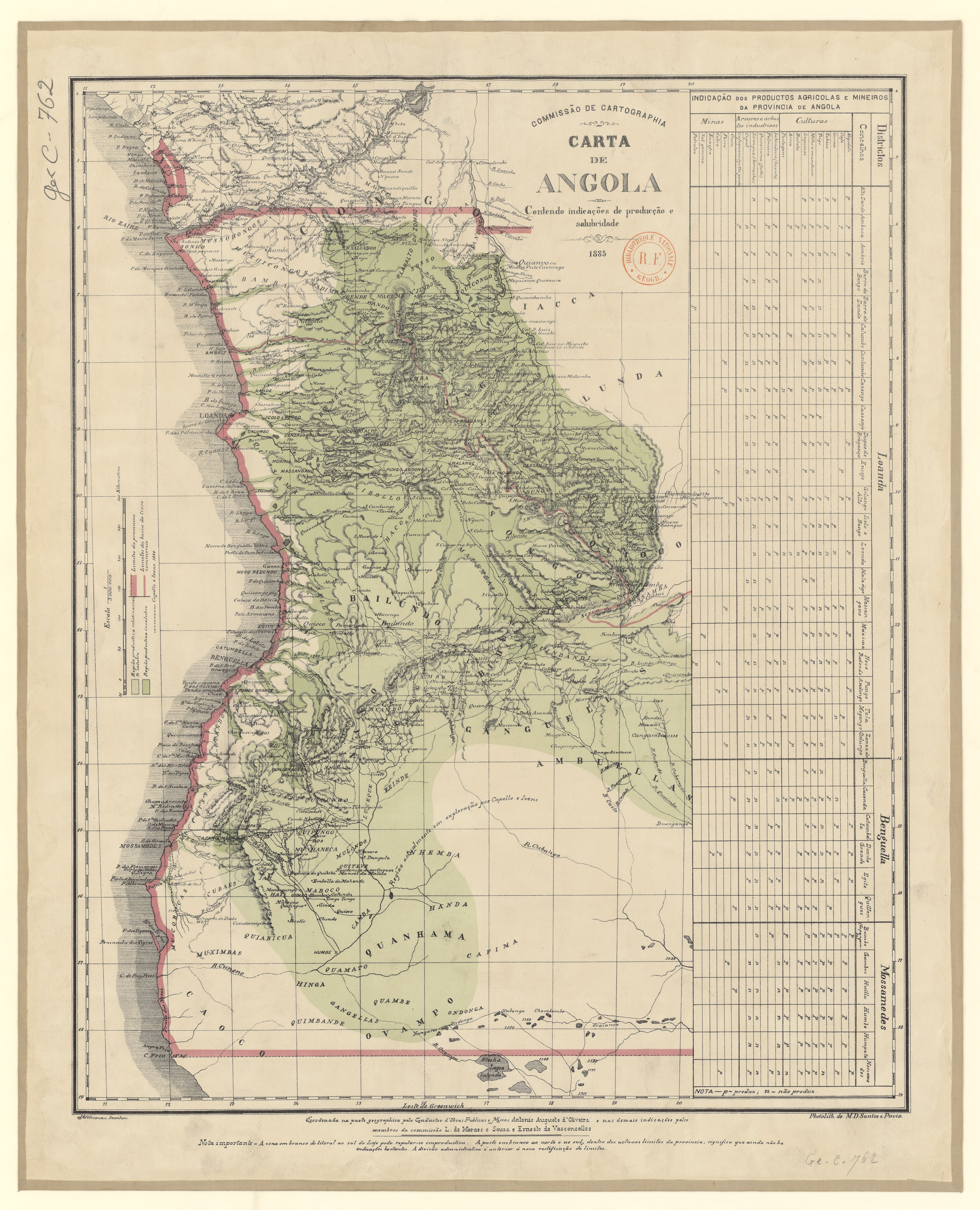
Carta de Angola em 1885.

Ao mesmo tempo, o capitão do Estado Maior Eduardo Marques deslocou-se ao sul de Angola em reconhecimento, negociado apoios, carregadores e auscultando o posicionamento de sobas em caso de hostilidades. Em reunião com o governador-geral António Duarte Ramada Curto ficou decidido levar a cabo acções preliminares para consolidar o domínio da margem direita do Cunene enquanto se preparava uma campanha de maior envergadura. Entre os objectivos contava-se a conquista do Mulondo, cujo soba revelara tirânico para com os seus súbditos, levando muitos ao êxodo e barrava a passagem de europeus pelo seu território; a deposição do soba de Gambos, que usurpara o poder; escaramuçar com os cuamatos para averiguar o seu estado de preparação para a guerra.

### A Campanha do Mulondo
A 23 de Setembro, partiu do Lubango uma expedição composta por 23 oficiais, 563 praças, 90 animais de carga, 10 carroças bóeres, 1 carroça de duas rodas e 168 bois de tracção, 2 peças de artilharia de montanha BEM m/82. Foi engrossada  a meio do caminho por cerca de 1000 auxiliares africanos e alguns bóeres e a 25 de Outubro tinham conquistado a embala fortificada do soba do Mulondo. No decorrer da campanha foi morto o soba do Mulongo, Haugalo.
a 3 de Novembro de 1905 foi inaugurado o Forte do Mulondo, perto do vau de Handjabero. Após a inauguração do forte de Mulondo, a tropa regular e os auxiliares bóeres e portugueses escaramuçaram com os cuamatos de Cuamato Grande, para dissuadir ataques a tribos aliadas, averiguar o seu estado de preparação e obrigá-los a gastar munições.  

### A fundação do Forte Roçadas

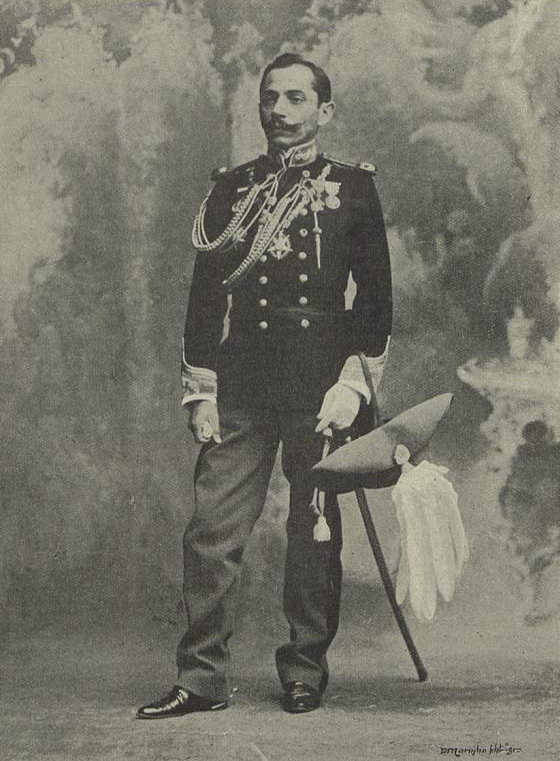
Tenente-coronel José Alves Roçadas.

Segundo as directivas do governo em Lisboa, a ocupação do Ovampo exigia a construção de um forte a sul do Cunene para vigiar os vaus do rio e assim impedir a passagem dos ovambos para norte. Para apoiar a projectada fortificação foi construído um pequeno forte entre o Humbe e o vau de Mucongo, que serviria igualmente para controlar o vau do Cunene.
Em finais de Outubro partiu de Humbe uma expedição comandada por Alves Roçadas e composta por 5 oficiais, 717 praças europeias, 490 praças africanas e mais de 1000 auxiliares, armada com seis canhões e três metralhadoras. Em finais de Outubro estava concluído um forte no Alto Encombe, já em território Cuamato, que se deu o nome do comandante da expedição por unanimidade. Foi também construída uma ponte de madeira com 140 metros de comprimento sobre o Cunene.
Partida a coluna de regresso, uma companhia europeia foi deixada a defender o forte, que os cuamatos atacaram pouco depois por duas vezes mas sem sucesso. Durante o caminho, a coluna portuguesa passou na região dos Gambos para punir o soba rebelde de Pocolo, que dava guarida ao soba rebelde de Gambos, perseguido desde a campanha de Mulondo. Foram também efectuados combates em Mucuma, Jau e Batabata contra os cuamatos.

### Esforços diplomáticos e recolha de informações
À medida que prosseguiam as acções preliminares no terro e a preparação da grande campanha dos cuamatos, o capitão João de Almeida procurou evitar a constituição de uma possível aliança ovamba entre os povos cuamatos, cuanhamas e evales. O soba Nanda do Cuanhama reiterou os laços de vassalagem a Portugal, permitiu a construção de um forte no seu território, próximo da fronteira do território alemão, bem como o estabelecimento de uma linha telegráfica e foi devidamente recompensado. O soba Cavenguela de Evale, sempre evasivo, não permitiu a construção de um forte no seu território e apenas ofereceu vagas garantias de neutralidade.

Angola em 1890.

Em Julho de 1907, em Cafú, o capitão Eduardo Marques entrou em contacto com Caripaluli, nobre cuamato que fora forçado ao exílio pelo soba Chaula por questões de sucessão e que se revelou uma importante fonte de informações. As informações veiculadas por Caripaluli e por outros africanos, como Chefene, Vatififa e Amtota revelaram que os cuamatos já se preparavam para a guerra, reunindo armas e munições, e evacuando gado e abandonando aldeias.
Os portugueses previam que aos povos do Cuamato Grande e do Cuamato Pequeno se aliassem os cuambis, ganguelas, cualudes, barantos, e cuanhamas da fronteira com os cuamatos, totalizando cerca de 15,000 a 20,000 guerreiros, dos quais 7,000 com espingardas.

## A Campanha dos Cuamatos
De entre os povos ovambos, os cuamatos eram os que se revelavam mais hostis aos portugueses e que os africanos consideravam invencíveis. Ficou decidido ocupar as embalas do Cuamato Grande e Cuamato Pequeno pois na guerra do tipo da campanha dos Cuamatos, o tomada e destruição da embala do soba constituía o ponto determinante da vitória. Como objectivo secundário ficou também decidida a fundação de um forte avançado, cerca de 30 km além do Forte Roçadas.

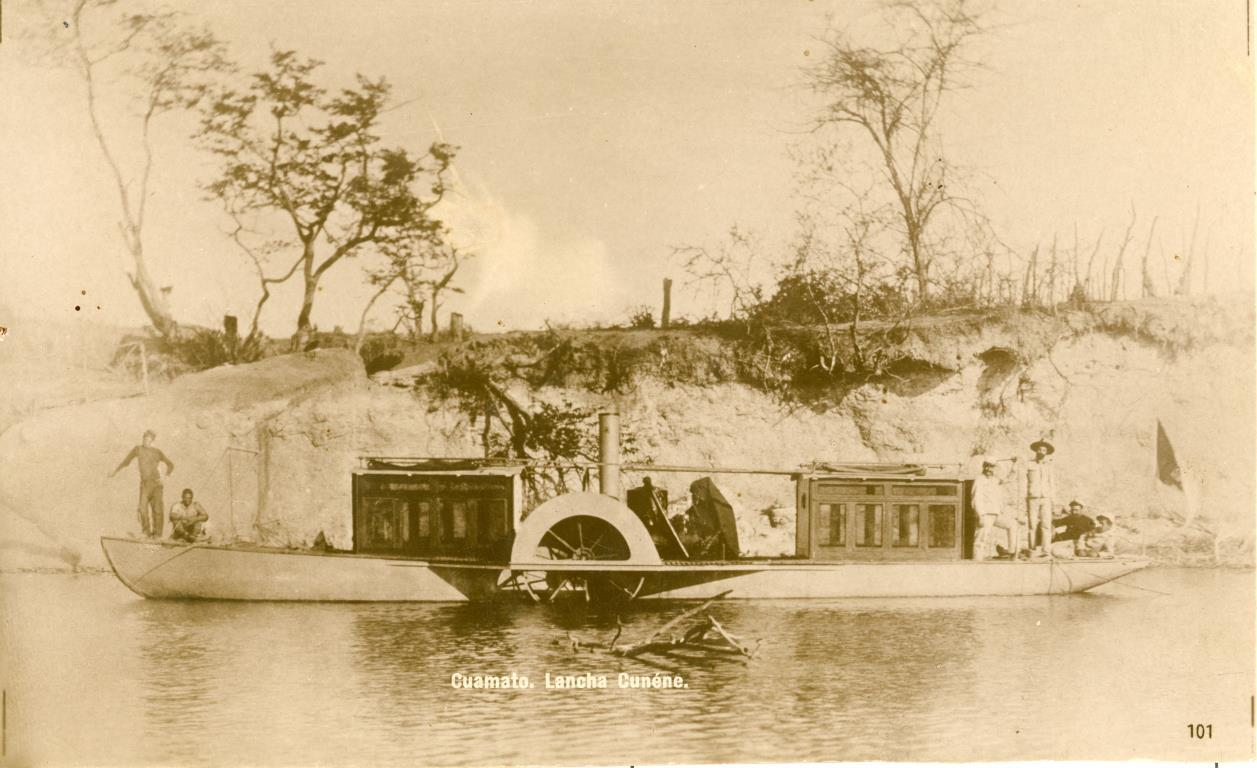
Lancha de Fiscalização "Cunene"

Para permitir a deslocação de tropas de Moçâmedes para o Forte Roçadas, onde se concentrariam antes de partirem, foram fundados postos principais de etapas em Quihita, Gambos, Cahano, Tchipelongo e Humbe, a não mais de 3 dias de marcha entre si, intercalados por postos de etapa afastados a não mais de um dia de marcha entre si. A concentração final far-se-ia num descampado 800 metros adiante do Forte Roçadas.
O governador-geral Paiva Couceiro percorreu em oito dias a distância de Luanda ao Forte Roçadas e a 20 de Agosto passou revista, encorajou as tropas já formadas em dispositivo de marcha e proferiu um discurso.

### O combate de Mufilo
A coluna portuguesa, composta por 2299 homens, entre soldados europeus e africanos, auxiliares portugueses bóeres e africanos, a pé ou a cavalo, e carroças boéres, partiu do Forte Roçadas a 26 de Agosto, guiada por Caripalula, por volta do meio dia acampou na clareira de Tchahafenda e no final da tarde daquele dia os auxiliares denunciaram a aproximação de cuamatos. Aquela noite, sem luar, foi passada com vigilância redobrada e os africanos denunciaram a sua presença na escuridão com arengas e insultos.
A coluna prosseguiu a marcha às cinco horas da manhã, à medida que os sapadores abriam caminho por entre as matas que mediavam as clareiras. A coluna acampou na clareira de Chilombe e, ali, Alves Roçadas foi avisado pelos auxiliares que haviam partido em reconhecimento que os cuamatos se concentravam na clareira de Mufilo. Aberto pelos sapadores um caminho pela mata que separava a clareira de Chilombe da clareira de Mufilo, pouco depois das 9:15 da manhã a coluna portuguesa havia avançado cerca de 800 metros pela clareira e ali foi começado um quadrado mas antes de estar concluído, por volta das 10 horas da manhã os guerreiros cuamatos, ocultados pela mata, iniciaram um intenso tiroteio sobre a rectaguarda esquerda do quadrado, generalizando-se depois a todo o dispositivo, que só às 9:30 foi fechado. Só pelas cinco horas da tarde terminou o combate do Mufilo, entre a força portuguesa em campo descoberto sob fogo inimigo e o sol ardente, e os cuamatos ocultados pela mata circundante.
Ao anoitecer foi grande a azáfama na ambulância, onde eram substituídas ligaduras e tratados os feridos mais graves. A luz da ambulância atraía ainda alguns tiros que não eram respondidos e, de resto, a noite foi passada sem incidentes.

### Fundação do Forte de Aucongo

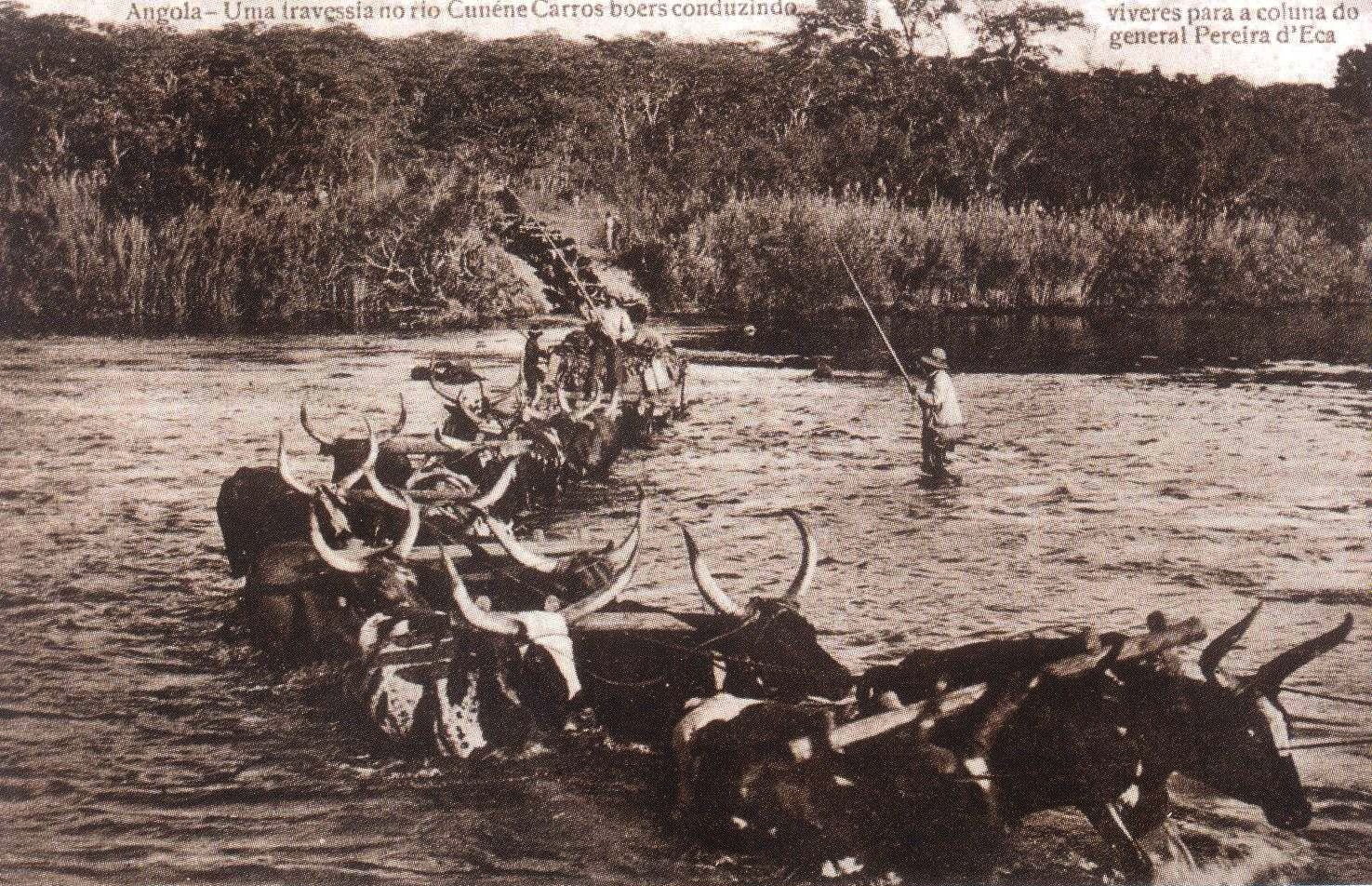
"Uma travessia no rio Cunene. Carros bóeres conduzindo víveres para a coluna do general Pereira d'Eça."

Às 8:45 da manhã do dia seguinte ao combate do Mufilo, os portugueses recomeçaram a marcha em direcção a Aucongo para iniciar a construção de um forte, que era o objectivo da véspera, guiados por Caripaluli. Terminados os trabalhos de entrincheiramento em Aucongo, procedeu-se à procura de água para abastecer a coluna e dar de beber aos animais de carga mas nestes trabalhos estalaram novos tiroteios com os cuamatos. Não obstante, a 29 foi dado inicio à construção do forte e travados novos confrontos com os cuamatos pelos destacamentos que partiram em reconhecimento do caminho a seguir, sucedendo-se mais algumas baixas.
Por escassear a água, crescerem as baixas e demorar a construção do forte de Aucongo, a 30 foi enviado um destacamento ao Forte Roçadas para evacuar os feridos graves, enviar um telegrama a Portugal com notícias da vitória em Mufilo e trazer de volta mantimentos e munições. O destacamento e os feridos foram recebidos efusivamente no Forte Roçadas, carregaram-se 27 grandes carroças bóeres e regressaram a 31, tendo-se dado novos combates com os cuamatos entretanto. A 2 de Setembro deram-se novos tiroteios e pelas 20:00 os cuamatos tentaram atacar o quadrado à arma branca mas foram mantidos à distância.

De Aucongo, o tenente Alfredo Lima relatava a um amigo:
“Meu caro Álvaro:
Escrevo-te deitado de bruços sobre um impermeável, por não ter mesa, e de luvas calçadas para não dar à carta o aspecto de papel de embrulhar géneros de mercearia.
Nós e os animaes temos passado fome e sede, não dormimos e andamos miseráveis. Desde que saí do forte Roçadas nunca mais tive água para lavar as mãos, ao menos, nem roupa para mudar. O meu fato, salpicado de lama (…) e com grandes manchas de sangue das feridas, é simplesmente repellente! (…).
Os cuamatos não nos deixam descansar, nem de dia nem de noite e, com o seu bom armamento, fazem-nos grande mal sem se aproximarem muito.”
A de Setembro a coluna partiu em direcção à clareira de Macuvi, na qual existia a aldeia do importante feiticeiro Nanhau, em torno da qual se concentravam outras, segundo as informações veiculadas por Caripaluli a Alves Roçadas. Aberto um caminho por entre a mata de Mutiatis, logo se deu um novo combate entre os cuamatos e os portugueses formados em quadrado mas as aldeias foram abandonadas, incendiadas pelos portugueses e a coluna retirou para Aucongo, sempre sob fogo, tendo-se registado 28 baixas. Toda aquela noite foi necessário defender o forte do fogo cuamato.

### Fundação do Forte de Damequero
Às 5 da manhã de 13 de Setembro a coluna iniciou a marcha para Damequero por entre a mata desbravada pelos sapadores mas passados apenas 150 metros inciou-se um novo tiroteio, o que obrigou os portugueses a disporem novamente um quadrado. Os cuamatos foram afastados mediante uma carga de baioneta pela 1ª Companhia Europeia e pela 10ª Companhia de Moçambique na face direita. O quadrado avançou 9km sempre sob fogo inimigo, parando apenas quando este era mais intenso até chegarem às cacimbas de Damequero, onde, após um tiroteio mais intenso, foi instalado um novo acampamento e começado um posto fortificado, destinado a albergar uma companhia de infantaria e uma secção de artilharia. O tiroteio só acabou às 2:30 da manhã. As baixas foram 9 mortos e 22 feridos graves, que vieram na sua maioria a falecer.
A 15 de Setembro partiu para o Forte Roçadas um novo destacamento de 15 carroças bóeres escoltadas por 3 companhias de infantaria. Naquele dia sucedeu-se um novo tiroteio entre os cuamatos e o acampamento fortificado português, ao qual não era dada resposta para economizar munições e um ataque à arma branca, novamente falhado. A coluna que partira para o Forte Roçadas regressou a 16, acompanhada por 30 carros de víveres e munições.

### A tomada dos Cuamatos
A 20 de Setembro a coluna partiu de Damequero e, novamente sob fogo inimigo, fundou um novo acampamento junto ao oásis de Inhoca, abundante em água e local de repouso do soba Chiquetelo do Cuamato Pequeno, tendo morrido um oficial, um sargento e feridos sete praças. Escavadas as trincheiras que serviam de abrigo às tropas, deixou-se de responder aos tiros inimigos mas deixando tudo pronto para o caso de um ataque corpo-a-corpo. Dali, os portugueses observaram uma grande coluna de fumo que se erguia da "embala" do Cuamato Pequeno.
11 quilómetros separavam os portugueses do reduto do Cuamato Pequeno e no dia seguinte reiniciaram a marcha para lá, tendo a força vencido as matas intercaladas por clareiras até chegarem a 1700 metros do pequeno planalto onde se situava a embala, com uma paliçada circular cerca de 800 a 900 metros de diâmetro. Ali os portugueses instalaram um acampamento e fizeram fogo de artilharia sobre a embala, que não foi respondido. A Companhia de Guerra de Angola e a 1ª Companhia de Infantaria Europeia penetraram então no interior da embala e encontraram-na abandonada - a coluna de fumo avistada no dia anterior fora da embala incendiada.
Pelas chuvas que se fizeram sentir naquela noite, o acampamento foi transferido para o interior da embala, que assim foi ocupada sem um tiro. As terras em redor foram batidas pelo 2º Esquadrão de Dragões mas nenhum rasto encontrado dos cuamatos do Cuamato Pequeno, que se haviam refugiado no Cuamato Grande e no Cuanhama. No dia 28 foi hasteada a bandeira portuguesa sobre a embala e saudada por salvas desde o Cunene até ao Cuamato Pequeno. No centro do terreiro, depois de demolida a embala, foi iniciado o Forte D. Luís de Bragança. Ali foi deixada a 14ª Companhia de Infantaria Indígena, uma peça de 7 cm e alguns auxiliares mas como se começavam a fazer sentir as chuvas, depois de regressado ao Cuamato Pequeno o destacamento de provisões com 75 carroças, pelas 6 da manhã de 4 de Outubro foi iniciada a marca em direcção ao Cuamato Grande.
Ficou decidido que nem as tropas regulares nem os auxiliares abririam fogo sem que tivesse havido um início de hostilidades pelos africanos. Pelas 8 da manhã, os portugueses transpuseram a fronteira do Cuamato Grande e foram alvejados por um grande grupo de cuamatos mas estes foram dispersos pelo fogo da artilharia. O semi-círculo cuamato recuava à medida que o quadrado português avançava e, chegados os portugueses muito perto da embala do soba duas horas depois, os cuamatos dispersaram. Os portugueses tomaram posições diante da embala aguardarem o toque para a carga, uma das alas lançou-se ao ataque, arrastando consigo toda a linha. Ao entrarem, descobriram que a embala havia também sido abandonada, pouco antes. Por volta do meio-dia a acção era dada por terminada com o custo de 3 praças mortos e 11 feridos.

## Rescaldo
Dentro da embala do Cuamato Grande os portugueses recuperaram despojo recolhido pelos cuamatos após a campanha de 1904 e duas peças de artilharia capturadas.
Por via de "batuques" e por "fala" foi difundida a notícia de que a guerra terminara e que num prazo de três dias o povo cuamato e os seus chefes devia comparecer na embala, com a garantia de que nenhum mal lhes sucederia. À medida que foram regressando demonstraram rapidamente grande à vontade com os soldados portugueses, descrevendo os combates visto pelo outro lado desde o Mufilo. Perto da embala foi então iniciada a construção do Forte Eduardo Marques.
A 10 de Outubro foi redigido o auto com as condições de paz e preparada a entronização de Caripaluli mas pouco antes da cerimónia este tentou suicidar-se, pelo que Alves Roçadas requereu aos anciãos que escolhessem um novo soba. No dia seguinte, portanto, foi coroado como soba do Cuamato o "fidalgo" Cambongue, que tomou o nome de Popiéne.
Concluído o forte Eduardo Marques, a coluna portuguesa iniciou o caminho de regresso. No campo de batalha do Vau do Pembe foram recolhidas ossadas, levantado um altar e celebrada uma missa em memória dos caídos, ficando o local assinalado com um simbólico mausoléu. Também no campo de batalha de Mufilo foi celebrada uma missa campal, erguido um altar sobre a sepultura dos caídos e erigido um pequeno mausoléu. A tropa foi efusivamente recebida pelas populações a caminho de Moçâmedes. Embarcaram no paquete "África" e a 12 de Dezembro alcançaram Lisboa, que recebeu os combatentes cerimoniosamente, bem assim como o rei D. Carlos, que distribuiu medalhas. Por todo o país sucederam-se as comemorações oficiais e os festejos civis ou religiosos, como em Lisboa, na Sociedade de Geografia, no Porto, no Palácio da Bolsa e na Guarda, no Quartel de Infantaria 12.
Após a ocupação do Ovampo, o antigo soba Chaúla do Cuamato Grande e o soba Chiquetela do Cuamato Pequeno organizaram guerrilhas para aterrorizar as populações que se submeteram à autoridade portuguesa. Chaúla foi capturado em território alemão e morto, pelo que a guerrilha se concentrou em torno de Chiquetela, que se aliou aos alemães. O soba Cavanguela do Evale protestou a sua neutralidade, bem assim como o soba Nande de Cuanhama, que prosseguiu uma política de compromissos múltiplos e dúbios entre os portugueses, alemães e britânicos. Em 1909 o capitão João de Almeida, que sucedeu a Alves Roçadas no distrito de Huíla, ocupou com um contigente de 2150 homens o Cuanhama e fundou o forte D. Manuel e o Forte Henrique Couceiro. Chegados a 1910 a maioria de Angola havia sido pacificada.
Durante a I Guerra Mundial, os portugueses evacuaram as posições no sul de Angola, após o combate de Naulila em 1914 contra os alemães mas o território foi reocupado em 1915 e as fronteiras do sul de Angola confirmadas pelo Tratado de Versalhes.